# 처인휴게소
처인휴게소(處仁休憩所, Cheoin Service Area)는 경기도 용인시 처인구 모현읍 곡현로619번길 36 (매산리)에 위치한 세종포천고속도로의 고속도로 휴게소이자 상공에 건설된 상공형 고속도로 휴게소이다. 양방향 휴게소가 통합형으로 존재하며, 고속도로 진입이 불가한 오토바이, 자전거와 보행자도 별도의 통로를 통해 휴게소는 이용할 수 있다. 2025년 1월 1일에 신설 개장하였다. 이 휴게소를 지나칠 경우, 포천방향은 별내휴게소까지 휴게소와 졸음쉼터 등이 없다.

## 연혁
- 2025년 1월 1일 : 휴게소 신설 개장과 함께 처인휴게소로 영업 개시

## 시설
- 주차장
- 편의시설 : 모유수유실(아기와엄마가행복한방), 화물차라운지(샤워실, 수면실, 건강센터, 세탁실, 체력단련실), 무인안내소 및 PC, FAX
- 장애인화장실 : 1층 2개소, 2층 1개소, 가족사랑화장실 (포천방향),
- 브랜드매장 : 스타벅스 (세종방향), 엔젤리너스
- 정유소, LPG 충전소 : EX-OIL
- 간식류 (세종방향) : 핫바, 핫도그, 토스트, 닭강정, 소떡, 호두과자, 스낵쉐프
- 편의점 : 이마트24 (세종방향)
- 게임존 : VR
- 2층식당가 : 우동 규동, 면날며칠, 용인반상, 콘타이, 가가솥밥, 5or7, 구옥희씨

## 전후
포천 방향
- 북용인 나들목 ← 처인휴게소 ← 오포 나들목
- 고삼호수휴게소 ← 처인휴게소 ← 별내휴게소

안성 방향
- 북용인 나들목 → 처인휴게소 → 오포 나들목
- 고삼호수휴게소 → 처인휴게소 → 별내휴게소